# Königstein (Bawaria)
Königstein – gmina targowa w Niemczech, w kraju związkowym Bawaria, w rejencji Górny Palatynat, w regionie Oberpfalz-Nord, w powiecie Amberg-Sulzbach, siedziba wspólnoty administracyjnej Königstein. Leży w Jurze Frankońskiej, około 24 km na północny zachód od Amberga, przy drodze B85.

## Współpraca
Miejscowości partnerskie:
- Königstein im Taunus, Hesja
- Königstein/Sächsische Schweiz, Saksonia